# Big Sky (Fernsehserie, 2020)
Big Sky ist eine US-amerikanische Fernsehserie, basierend auf der Kriminalromanreihe über die Privatdetektivin Cassie Dewell von C. J. Box, beginnend mit dem 2013 erschienenen Buch The Highway. Die Premiere der Serie fand am 17. November 2020 auf dem US-Networksender ABC statt. Im deutschsprachigen Raum erfolgte die Erstveröffentlichung der Serie am 23. Februar 2021 durch Disney+ via Star als Original.
Im Mai 2023 wurde die Serie nach der dritten Staffel eingestellt.

## Handlung
Protagonisten sind die Privatdetektivinnen Cassie Dewell und Jenny Hoyt (später: Under Sheriff), Inhaberinnen der  Detektei Dewell & Hoyt in der Kleinstadt Helena im US-Bundesstaat Montana. In der ersten Staffel ermitteln sie im Fall zweier verschwundener Mädchen, die Opfer einer Mädchenhändlerbande wurden. Die Jagd nach einem der Kidnapper zieht sich bis weit in die zweite Staffel der Serie. Schwerpunkt der zweiten Staffel ist der Kampf gegen ein Drogenkartell. In der dritten Staffel geht es um die Aufklärung von Morden in einer Wanderregion.

## Hintergrund
Die Fernsehserie basiert auf C. J. Box’ Roman The Highway, der den Auftakt der Romanreihe um Cassie Dewell bildet und von David E. Kelley als Serie entwickelt und adaptiert wurde. Im Januar 2020 gab der US-amerikanische Fernsehsender ABC eine erste Staffel unter dem Titel The Big Sky in Auftrag. Produziert wird die Serie von David E. Kelleys Produktionsfirma zusammen mit A+E Studios sowie 20th Television. Im Februar 2020 wurden John Carroll Lynch, Dedee Pfeiffer, Ryan Phillippe und Katheryn Winnick für zentrale Hauptrollen gecastet. Weitere Hauptdarsteller, u. a. Brian Geraghty, Kylie Bunbury, Natalie Alyn Lind und Jesse James Keitel, wurden im März 2020 besetzt.
Die Dreharbeiten zur ersten Staffel begannen am 27. August 2020 und sollen am 23. April 2021 in Pitt Meadows, British Columbia, abgeschlossen werden. Ursprünglich war geplant, die Serie in Albuquerque, New Mexico, und Las Vegas, Nevada, zu drehen, die Dreharbeiten wurden aber aufgrund der COVID-19-Pandemie nach Vancouver verlegt. Die Serie ist eine von vielen amerikanischen Fernsehproduktionen in Vancouver, die die Dreharbeiten Ende September 2020 aufgrund von Verzögerungen beim Empfang der COVID-19-Testergebnisse für Besetzung und Crew kurzzeitig einstellen musste.
Im Dezember 2020 gab der Sender sechs weitere Episoden für die erste Staffel in Auftrag, sodass diese auf 16 Episoden kommen wird. Im Januar 2021 wurde Ted Levine für eine neue Hauptrolle engagiert, während Kyle Schmid, Michelle Forbes, Britt Robertson und Michael Raymond-James für Nebenrollen gecastet wurden.

## Besetzung und Synchronisation
Die deutschsprachige Synchronisation entstand nach den Dialogbüchern von Laura Johae und Michael Wiesner sowie unter der Dialogregie von Dennis Mohme durch die Synchronfirma SDI Media Germany in Berlin.

### Hauptbesetzung
| Rolle               | Schauspieler         | Hauptrolle | Nebenrolle | Synchronsprecher   |
| ------------------- | -------------------- | ---------- | ---------- | ------------------ |
| Cassie Dewell       | Kylie Bunbury        | 1.01–3.13  |            | Nora Kunzendorf    |
| Jenny Hoyt          | Katheryn Winnick     | 1.01–3.13  |            | Sonja Spuhl        |
| Ronald Pergman      | Brian Geraghty       | 1.01–2.12  |            | Tobias Nath        |
| Helen Pergman       | Valerie Mahaffey     | 1.01–1.09  |            | Denise Gorzelanny  |
| Denise Brisbane     | Dedee Pfeiffer       | 1.01–3.13  |            | Dorette Hugo       |
| Danielle Sullivan   | Natalie Alyn Lind    | 1.01–1.08  |            | Laura Elßel        |
| Jerrie Kennedy      | Jesse James Keitel   | 1.01–1.16  | 2.01–2.15  | Dirk Stollberg     |
| Grace Sullivan      | Jade Pettyjohn       | 1.01–1.08  |            | Lea Kalbhenn       |
| Rick Legarski       | John Carroll Lynch   | 1.01–1.09  |            | Lutz Schnell       |
| Wolfgang Legarski   | John Carroll Lynch   | 2.01–2.13  |            | Lutz Schnell       |
| Cody Hoyt           | Ryan Phillippe       | 1.01–1.06  |            | Karlo Hackenberger |
| Horst Kleinsasser   | Ted Levine           | 1.10–1.16  |            | Jan Spitzer        |
| Mark Lindor         | Omar Metwally        | 2.01–2.18  | 1.10–1.16  | Peter Lontzek      |
| Scarlet Leyendecker | Anja Savcic          | 2.01–2.18  | 1.10–1.16  | Lydia Morgenstern  |
| Ren Bhullar         | Janina Gavankar      | 2.01–2.18  |            | Marieke Oeffinger  |
| Travis Stone        | Logan Marshall-Green | 2.01–2.18  |            | Jaron Löwenberg    |
| Sheriff Beau Arlen  | Jensen Ackles        | 3.01–3.13  | 2.18       | Julien Haggège     |
| Sunny Barnes        | Reba McEntire        | 3.01–3.13  |            | Silke Matthias     |

### Nebenbesetzung
| Rolle                       | Schauspieler          | Nebenrolle           | Synchronsprecher  |
| --------------------------- | --------------------- | -------------------- | ----------------- |
| Merrilee Legarski           | Brooke Smith          | 1.01–1.09            | Sabine Falkenberg |
| Justin Hoyt                 | Gage Marsh            | 1.01–1.03, 1.06      | Patrick Keller    |
| Joseph Dewell               | Jeffrey Joseph        | 1.01–1.06            | Peter Sura        |
| Kai Dewell                  | Gabriel Jacob-Cross   | 1.01–1.06            |                   |
| Sheriff Walter Tubb         | Patrick Gallagher     | 1.03–1.10, 1.16–2.18 |                   |
| Joanie Sullivan             | Camille Sullivan      | 1.04–1.07            | Magdalena Helmig  |
| Robert Sullivan             | Chad Willett          | 1.05–1.07            |                   |
| Commander Elena Sosa        | Sharon Taylor         | 1.05–1.09            |                   |
| Phoebe Leyendecker          | Zoë Noelle Baker      | 1.10–1.16            |                   |
| Blake Kleinsasser           | Michael Raymond-James | 1.10–1.16            | Bernd Egger       |
| Cheyenne Kleinsasser        | Britt Robertson       | 1.10–1.16            | Luisa Wietzorek   |
| John Wayne „JW“ Kleinsasser | Kyle Schmid           | 1.11–1.16            |                   |
| Rand Kleinsasser            | Ryan Dorsey           | 1.11–1.16            |                   |
| Margaret Kleinsasser        | Michelle Forbes       | 1.11–1.16            |                   |
| Gil Amaya                   | Carlos Gómez          | 1.13–1.16            |                   |
| Donno                       | Ryan O’Nan            | 2.01–3.01            | Thomas Schmuckert |
| Deputy Harvey               | Michael Malarkey      | 2.01–2.15            |                   |
| Alicia Corrigan             | Constance Zimmer      | 2.10–2.18            |                   |
| Emily Arlen                 | Cree Cicchino         | 3.01–3.13            | Clara Drews       |
| Avery MacCallister          | Henry Ian Cusick      | 3.01–3.13            | Sascha Rotermund  |
| Cormac Barnes               | Luke Mitchell         | 3.01–3.13            | Ricardo Richter   |
| Buck Barnes                 | Rex Linn              | 3.01–3.13            | Axel Lutter       |
| Virginia 'Gigi' Cessna      | Rosanna Arquette      | 3.03                 |                   |
| Carla de Lugo               | Angelique Cabral      | 3.04                 |                   |

## Episodenliste

### Staffel 1
| Nr. (ges.) | Nr. (St.) | Deutscher Titel                               | Originaltitel                         | Erstausstrahlung (USA) | Deutschsprachige Erstveröffentlichung (D/A/CH) | Regie                     | Drehbuch                                        |
| ---------- | --------- | --------------------------------------------- | ------------------------------------- | ---------------------- | ---------------------------------------------- | ------------------------- | ----------------------------------------------- |
| 1          | 1         | Pilot                                         | Pilot                                 | 17. Nov. 2020          | 23. Feb. 2021                                  | Paul McGuigan             | David E. Kelley                                 |
| 2          | 2         | Ausweglos                                     | Nowhere to Run                        | 24. Nov. 2020          | 23. Feb. 2021                                  | Paul McGuigan             | David E. Kelley                                 |
| 3          | 3         | Fluchtversuch                                 | The Big Rick                          | 1. Dez. 2020           | 26. Feb. 2021                                  | Gwyneth Horder-Payton     | David E. Kelley & Jonathan Shapiro              |
| 4          | 4         | Alles, was nötig ist                          | Unfinished Business                   | 8. Dez. 2020           | 5. März 2021                                   | Tasha Smith               | Annakate Chappell & Matthew Tinker              |
| 5          | 5         | Ein guter Tag zum Sterben                     | A Good Day to Die                     | 15. Dez. 2020          | 12. März 2021                                  | Jennifer Lynch            | Jonathan Shapiro                                |
| 6          | 6         | Hungrige Wölfe                                | The Wolves Are Always Out for Blood   | 26. Jan. 2021          | 19. März 2021                                  | Mark Tonderai             | Maria Sten                                      |
| 7          | 7         | Erinnerungslücken                             | I Fall to Pieces                      | 2. Feb. 2021           | 26. März 2021                                  | Jennifer Lynch            | Annakate Chappell & Matthew Tinker              |
| 8          | 8         | Ein sauberes Haus                             | The End Is Near                       | 9. Feb. 2021           | 2. Apr. 2021                                   | Hanelle Culpepper         | Morenike Balogun                                |
| 9          | 9         | Gegen die Zeit                                | Let It Be Him                         | 16. Feb. 2021          | 9. Apr. 2021                                   | Michael Goi               | Jonathan Shapiro                                |
| 10         | 10        | Catastrophic Thinking                         | Catastrophic Thinking                 | 13. Apr. 2021          | 21. Mai 2021                                   | Gwyneth Horder-Payton     | Annakate Chappell & Matthew Tinker              |
| 11         | 11        | All Kindes of Snakes                          | All Kinds of Snakes                   | 13. Apr. 2021          | 28. Mai 2021                                   | Gwyneth Horder-Payton     | Elwood Reid & Maria Sten                        |
| 12         | 12        | Wie die Hunde                                 | No Better Than Dogs                   | 20. Apr. 2021          | 4. Juni 2021                                   | Oliver Bokelberg          | Elwood Reid & Brian McCauley Johnson            |
| 13         | 13        | Weißer Löwe                                   | White Lion                            | 27. Apr. 2021          | 11. Juni 2021                                  | Christina Alexandra Voros | Elwood Reid & Morenike Balogun                  |
| 14         | 14        | Liebe Tiere                                   | Nice Animals                          | 4. Mai 2021            | 18. Juni 2021                                  | Michael Goi               | Elwood Reid & Jonathan Shapiro                  |
| 15         | 15        | Bittere Wurzeln                               | Bitter Roots                          | 11. Mai 2021           | 25. Juni 2021                                  | Alonso Alvarez-Barreda    | Elwood Reid & Dominique A. Holmes               |
| 16         | 16        | Liebe ist eine seltsame und gefährliche Sache | Love is a Strange and Dangerous Thing | 18. Mai 2021           | 2. Juli 2021                                   | Michael Goi               | Elwood Reid, Annakate Chappell & Matthew Tinker |

### Staffel 2
| Nr. (ges.) | Nr. (St.) | Deutscher Titel             | Originaltitel            | Erstausstrahlung (USA) | Deutschsprachige Erstveröffentlichung (D/A/CH) | Regie                     | Drehbuch                                     |
| ---------- | --------- | --------------------------- | ------------------------ | ---------------------- | ---------------------------------------------- | ------------------------- | -------------------------------------------- |
| 17         | 1         | Morgenstund                 | Wakey, Wakey             | 30. Sep. 2021          | 5. Jan. 2022                                   | Jeff T. Thomas            | Elwood Reid                                  |
| 18         | 2         | Heidelbeere                 | Huckleberry              | 7. Okt. 2021           | 12. Jan. 2022                                  | Christina Alexandra Voros | Sharon Lee Watson                            |
| 19         | 3         | Guter Hund, böser Hund      | You Have to Play Along   | 14. Okt. 2021          | 19. Jan. 2022                                  | Tasha Smith               | Kyle Long                                    |
| 20         | 4         | Keine halben Sachen         | Gettin’ Right to It      | 21. Okt. 2021          | 26. Jan. 2022                                  | Rob Seidenglanz           | Michael F. Flynn                             |
| 21         | 5         | Mutterbindung               | Mother Nurture           | 11. Nov. 2021          | 2. Feb. 2022                                   | Darren Grant              | Annakate Chappell                            |
| 22         | 6         | Die Höhle des Löwen         | Heart-shaped Charm       | 18. Nov. 2021          | 9. Feb. 2022                                   | Ben Hernandez Bray        | Ryan O’Nan                                   |
| 23         | 7         | Eine Hand wäscht die andere | Little Boxes             | 9. Dez. 2021           | 16. Feb. 2022                                  | Lisa Leone                | Brian McCauley Johnson                       |
| 24         | 8         | Kein Ende in Sicht          | The End Has No End       | 16. Dez. 2021          | 23. Feb. 2022                                  | Jeff T. Thomas            | Dominique A. Holmes                          |
| 25         | 9         | Vertrauensbruch             | Trust Issues             | 24. Feb. 2022          | 8. Juni 2022                                   | Tanya Hamilton            | Matthew Tinker                               |
| 26         | 10        | Glückliche Gedanken         | Happy Thoughts           | 3. März 2022           | 15. Juni 2022                                  | Blackhorse Lowe           | Elwood Reid & Benjy Steinberg                |
| 27         | 11        | Schadensbegrenzung          | Do No Harm               | 10. März 2022          | 22. Juni 2022                                  | Nina Lopez-Carrado        | Annakate Chappell                            |
| 28         | 12        | Ein braver Junge            | A Good Boy               | 17. März 2022          | 29. Juni 2022                                  | Oliver Bokelberg          | Sharon Lee & Ryan O’Nan                      |
| 29         | 13        | Die Lieferung               | The Shipping News        | 24. März 2022          | 6. Juli 2022                                   | Darren Grant              | Kyle Long & Mike Flynn                       |
| 30         | 14        | In den richtigen Händen     | Dead Man's Float         | 31. März 2022          | 13. Juli 2022                                  | Lisa Leone                | Brian McCauley Johnson & Dominique A. Holmes |
| 31         | 15        | Muffin oder Hammer          | The Muffin or the Hammer | 7. Apr. 2022           | 20. Juli 2022                                  | Christina Alexandra Voros | Sharon Lee Watson & Ryan O’Nan               |
| 32         | 16        | Führungswechsel             | Keys to the Kingdom      | 5. Mai 2022            | 27. Juli 2022                                  | Claudia Yarmy             | Sharon Lee Watson & Dominique A. Holmes      |
| 33         | 17        | Familienangelegenheiten     | Family Matters           | 12. Mai 2022           | 3. Aug. 2022                                   | Loren Yaconelli           | Kyle Long & Brian McCauley Johnson           |
| 34         | 18        | Ein paar Fische im Netz     | Catch a Few Fish         | 19. Mai 2022           | 10. Aug. 2022                                  | Jeff T. Thomas            | Elwood Reid                                  |

### Staffel 3
| Nr. (ges.) | Nr. (St.) | Deutscher Titel                | Originaltitel                       | Erstausstrahlung (USA) | Deutschsprachige Erstveröffentlichung (D/A/CH) | Regie               | Drehbuch                                                   |
| ---------- | --------- | ------------------------------ | ----------------------------------- | ---------------------- | ---------------------------------------------- | ------------------- | ---------------------------------------------------------- |
| 35         | 1         | Die Wildnis ruft               | Do You Love An Apple                | 21. Sep. 2022          | 21. Dez. 2022                                  | Jeff T. Thomas      | Elwood Reid & Sharon Lee Watson                            |
| 36         | 2         | Der Wald lockt tief und dunkel | The Woods Are Lovely, Dark and Deep | 28. Sep. 2022          | 28. Dez. 2022                                  | Kelli Williams      | Kyle Long & Christine Roum                                 |
| 37         | 3         | Geister der Vergangenheit      | A Brief History of Crime            | 5. Okt. 2022           | 4. Jan. 2023                                   | Nimisha Mukerji     | Annakate Chappell & Brian McCauley Johnson                 |
| 38         | 4         | Aasfresser                     | Carrion Comfort                     | 12. Okt. 2022          | 11. Jan. 2023                                  | Jeff T. Thomas      | Ryan O’Nan & Dominique A. Holmes                           |
| 39         | 5         | Fleisch und Blut               | Flesh and Blood                     | 19. Okt. 2022          | 18. Jan. 2023                                  | Lisa Leone          | Sharon Lee Watson & Benjy Steinberg                        |
| 40         | 6         | Sammlerstücke                  | The Bag and the Box                 | 26. Okt. 2022          | 25. Jan. 2023                                  | Laura Nisbet-Peters | Kyle Long & Jason Wilborn                                  |
| 41         | 7         | Kommt und holt mich            | Come Get Me                         | 2. Nov. 2022           | 1. Feb. 2023                                   | Tori Garrett        | Christine Roum & Annakate Chappell                         |
| 42         | 8         | Die Jagd ist eröffnet          | Duck Hunting                        | 16. Nov. 2022          | 8. Feb. 2023                                   | Blackhorse Lowe     | Sharon Lee Watson & Ryan O’Nan                             |
| 43         | 9         | Wo Rauch ist, ist auch Feuer   | Where There’s Smoke There’s Fire    | 30. Nov. 2022          | 15. Feb. 2023                                  | Keith Powell        | Kyle Long & Brian McCauley Johnson                         |
| 44         | 10        | Stein und Knochen              | A Thin Layer of Rock                | 7. Dez. 2022           | 22. Feb. 2023                                  | Ben Hernandez Bray  | Jason Wilborn & Dominique A. Holmes                        |
| 45         | 11        | Kinderspiel                    | Super Foxes                         | 4. Jan. 2023           | 1. März 2023                                   | Lisa Leone          | Christine Roum & Ryan O’Nan                                |
| 46         | 12        | Bist du wütend?                | Are You Mad?                        | 11. Jan. 2023          | 8. März 2023                                   | Ben Hernandez Bray  | Jason Wilborn & Annakate Chappell                          |
| 47         | 13        | Offene Rechnungen              | That Old Feeling                    | 18. Jan. 2023          | 15. März 2023                                  | Jeff T. Thomas      | Elwood Reid & Dominique A. Holmes & Brian McCauley Johnson |